# Everytime
«Everytime» (с англ. — «Каждый раз») — песня американской певицы Бритни Спирс из её четвёртого студийного альбома In the Zone (2003), выпущенная 10 мая 2004 на лейбле Jive Records в качестве третьего сингла из альбома. После разрыва её отношений с американским певцом Джастином Тимберлейком в 2002 году, она подружилась с вокалисткой Аннет Артани. Они начали писать песни вместе в доме Спирс в Лос-Анджелесе, а потом переехали в Ломбардию, где была написана «Everytime». Спирс сочинила музыку и написала слова с Артани. Согласно Артани, песня была написана как ответ на песню 2002 года Тимберлейка «Cry Me a River». Спирс никогда не опровергала и не подтверждала слухи.
«Everytime» — это поп-баллада с придыхательным вокалом. Лирически она о мольбе о прощении за непреднамеренное причинение боли бывшему любовнику. Музыкальные критики в основном похвалили музыкальный контент, посчитав песню «органической» в сравнении с большинством других треков в альбоме. Также они похвалили зрелость Спирс в создании и написании. «Everytime» достиг пика в топ-5 в некоторых странах, в то же время достигнув верхушки чартов в Австралии, Венгрии, Ирландии и Великобритании. В США сингл достиг пика на 20 строке, и 15 в Billboard Hot 100. Спирс исполнила «Everytime» в живую в телешоу Saturday Night Live и Top of the Pops. Она также исполнила песню на пианино, оформленном цветами в The Onyx Hotel Tour (2004), а во время тура The Circus Starring Britney Spears (2009), вися в воздухе на зонтике и в костюме ангела в Britney: Piece of Me (2013). «Everytime» был перепет многими артистами: Гленом Хансардом и Келли Кларксон, а также Джеймсом Франко в фильме Отвязные каникулы (2013).
Навеянный фильмом Покидая Лас-Вегас клип для «Everytime» показывает Спирс в роли звезды, которую преследуют папарацци, затем она тонет в ванной от кровоточащей раны на голове. В больнице у докторов не получается её реанимировать, в то время как рождается ребёнок в соседней палате, подразумевая, что она реинкарнировала. В оригинале Спирс должна была умереть от передозировки наркотиков, но этот сюжет заменили после того, как его раскритиковал Kidscape, которому не понравилась гламуризация суицида. Критики заметили, что видео имеет религиозные ссылки на Страсти Христовы, каббалу и стигматов и предсказание о будущей борьбе Спирс со славой.

## Предпосылка и написание

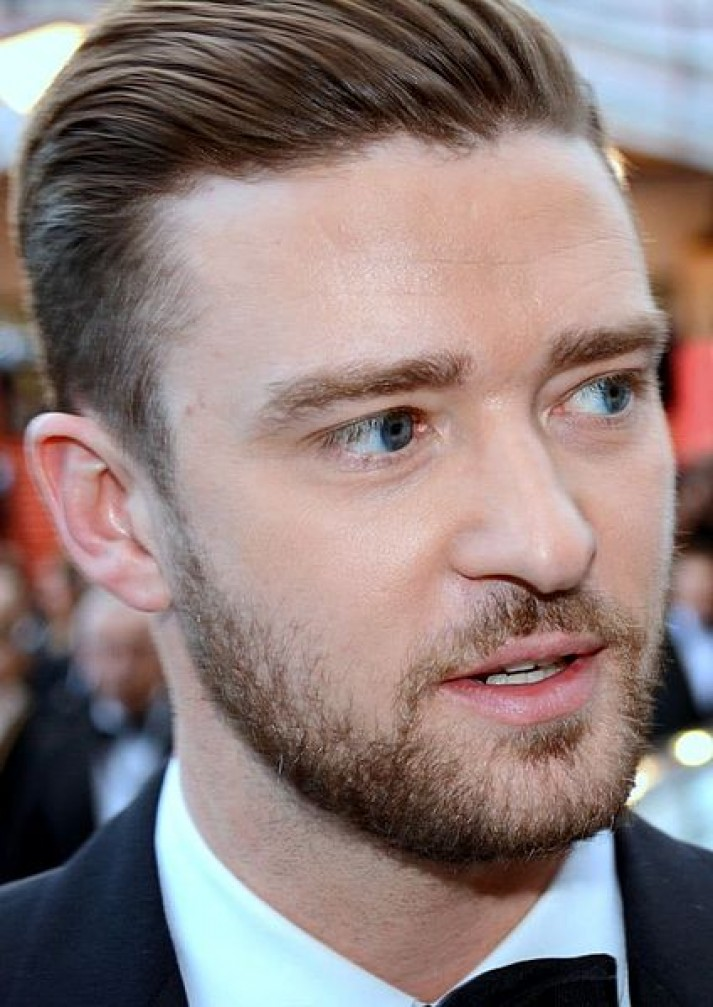
После релиза «Everytime» ходили слухи, что песня была об экс-бойфренде Спирс, Джастине Тимберлейке.

Трёхлетние отношения Спирс с поп-певцом, Джастином Тимберлейком, закончились в 2002 году после нескольких месяцев домыслов. В ноябре 2002 Тимберлейк выпустил песню «Cry Me a River» в качестве второго сингла из сольного дебютного альбома. В клипе присутствует девушка, похожая на Спирс, а на фоне звучат слова о её неверности. «Cry Me a River» — это песня, которая продвинула альбом в чарты. В сентябре 2001 Аннет Артани стала бэк-вокалисткой для 2001—2002 тура Спирс Dream Within a Dream Tour. Она взаимодействовала со Спирс очень ограничено большую часть тура: только лишь перебросившись пару словами в спортзале и во время разогрева. Артани стала музыкальным директором шоу в 2002 году; однако, все вышло не очень хорошо к концу тура. До последнего концерта в Мехико, Спирс позвала и спросила её об отношениях. Артани сказала ей, что они собираются расстаться, на что Спирс ответила: «Не беспокойся об этом, ты будешь работать со мной». К концу тура Спирс и Артани завязали дружбу. Спирс пригласила Артани в свой дом в Лос-Анджелесе. Со слов Артани, их отношения возникли из-за общих проблем в личной жизни на тот момент. Она объяснила: «По сути, мы сопереживали: ведь она на то время рассталась с Джастином [Тимберлейком]. Пусть даже и девять месяцев назад, но в СМИ это была свежая информация. И я только что рассталась с парнем, так что мы, думаю, нуждались друг в друге». Артани оставалась в доме Спирс несколько недель, во время которых они начали написание песен на пианино. Вскоре после этого, они полетели к озеру Комо в Ломбардию. Артани добавила: "Там были только мы: она, я, её стилист и Фелисия, и нам был предоставлен этот огромный дом, к тому же там было пианино.
Согласно Артани, «Everytime» была написана в основном как ответ на песню «Cry Me a River», а также на радиоинтервью. Артани объяснила: «Он стал близким человеком. Она даже представить не могла, а он, взял, да и открыл какие-то тайны, которые, вероятно, она не хотела бы, чтобы все знали, а тем более её младшая сестра … я помню, как она и её сестра были раздавлены. Я уверена, что это причинило ей боль». Песня также была ответом на песню Тимберлейка «Never Again», балладу, которая появилась в его сольном альбоме Justified. «Everytime» была записана в Conway Studios в Лос-Анджелесе и в Frou Frou Central в Лондоне. Во время интервью с Hip Online Спирс рассказала о записывающих сессиях

«… Как и в 'Everytime', я создавала мелодию с нуля на пианино. Изначально не было какой-то задумки. Я просто была дома и написала все сама с чистого листа. A потом я пошла и сыграла это для [Гая Сигсуорта] и просто вкратце объяснила, как должна звучать песня. А он оказался удивительным потому, что большинство продюсеров не воспринимают, что ты им говоришь. И ты понимаешь: это неправильно. А он понял все как надо. Он был замечательный. Вот таким образом именно эту песню, в частности, я создала полностью сама».

«Everytime» была одной из песен, созданных для In the Zone, которая была представлена 30 мая 2003 Куддусу Филипп с MTV на Battery Studios в Нью-Йорке. Она была зарегистрирована компанией U.S. Copyright Office 26 апреля 2003 под названием «Everytime I Try» и регистрационным номером SRU000530591 с 2002 годом записи. Спирс назвала песню самой личной в альбоме, как и «Touch of My Hand», объяснив: «Это одна из тех песен, которую ты слышишь, и тебя уносит на небеса. Как будто, ты улетаешь. Понимаете, у тебя появляется такое внеземное сознание, как-то так».

## Композиция
«Everytime» — это поп баллада. Вступление начинается с проигрыша музыкальной шкатулки с хриплым голосом Спирс, который становится то мягче, то твёрже в течение всей песни. Согласно нотам, выложенным на Musicnotes.com от Universal Music Publishing Group, «Everytime» написана в ключе E♭ мажор в музыкальном темпе 110 ударов в минуту. Вокал Спирс варьируется от нижней тональности A♭3 до высокой тональности E♭5. Слова «Everytime» — это просьба о прощении за непреднамеренное причинение боли бывшему любимому. В строчках песни певица объясняет, что не способна двигаться дальше: «Каждый раз, когда я пытаюсь взлететь, я падаю / Без крыльев я чувствую себя такой маленькой». Дженнифер Вайнярд из MTV сравнила лирику песни с другой балладой с In the Zone «Shadow», так как они обе повествуют «о том, как напоминания о любимом все ещё могут преследовать даже после расставания». Во время интервью с Дженнифер Вайнярд с MTV Спирс рассказала об «Everytime»: «Она о расставании, она о твоей первой любви. Она касается всех людей, потому что у всех была первая любовь, про которую вы думали, что она всю жизнь». Когда Дайан Сойер спросила её во время интервью на передаче PrimeTime относится ли «Everytime» к Джастину Тимберлейку, она ответила: «Пусть песня сама за себя скажет».

## Отзывы критиков
Критики похвалили песню. Гейвин Мюллер из Stylus Magazine посчитал «Everytime» самым лучшим треком с In the Zone, отметив: «это просто скромная баллада на пианино, но в то же время абсолютно искренняя». Али Фенвик из The Johns Hopkins News-Letter похвалил авторство Спирс и добавил, что песня «открывает проблески таланта, которые были скрыты за роботизированным и синтезированным вокалом во всем остальном альбоме». Кристи Лемайер из MSNBC.com назвала её «действительно приятной мелодией» и назвала её лучшей балладой на Greatest Hits: My Prerogative.
Спенс Д. из IGN сказал: «Песня продолжает быть для меня территорий Zone, хотя вроде как является первой взрослой балладой Бритни, но, по крайней мере, с музыкальной точки зрения спокойная и лишённая любых танцевальных прибамбасов». Линда МакГи из RTÉ.ie сказала, что она и «Brave New Girl» с In the Zone «особенно эффектные» и выбиваются из общего направления альбома. Дэвид Брауни из Entertainment Weekly прокомментировал: «Учитывая утончённое исполнение на пианино, 'Everytime' предстаёт посмертным сожалением о её эре с Джастином Тимберлейком». Стерлинг Кловер из The Village Voice назвал её «плаксой в лучших традициях 'Time After Time' (1984)». Уильям Шоу из Blender сказал, что хотя «Everytime» не стал грандиозной балладой, слова «определённо искренние». Обозреватель из Huddersfield Daily Examiner заявил: «хриплая баллада, похожая на мюзикл, но Бритни все равно не Элейн Пейдж». Сэл Синкемани из Slant Magazine наряду с «Shadow» назвал их «двумя оживлёнными балладами».

## Коммерческий успех
22 мая 2004 «Everytime» дебютировал на 61 строке в U.S. Billboard Hot 100, став «Самым высоким Дебютом» на неделе. 3 июля 2004 г. она достигла пика на 15 позиции и оставалась там до четырёх недель. Песня также достигла пика на четвёртой строке в чарте Billboard Pop Songs, также на 17 и 25 в Hot Dance Club Songs и Adult Pop Songs соответственно. 18 ноября 2004 «Everytime» была зарегистрирована золотой по данным американской ассоциации звукозаписывающих компаний (RIAA) с продажами 500,000 копий. В июле 2010 «Everytime» была распродана 469,000 копиями через цифровое скачивание в США. В Канаде песня достигла второй строки в Canadian Singles Chart.
В Австралии «Everytime» дебютировала на верхушке ARIA Singles Chart 28 июня 2004, став «самым высоким дебютом». Она получила золотую сертификацию по данным австралийской ассоциации звукозаписывающих компаний (ARIA) за продажи более 35,000 единиц. В Великобритании сингл дебютировал на верхушке UK Singles Chart с 20 по 26 июня 2004, став её вторым синглом номер один подряд в Британии с In the Zone после «Toxic» в марте 2004. Согласно The Official Charts Company, песня была распродана 270,000 копиями в Британии. «Everytime» была также успешна и в Европе, достигнув пика в чартах Венгрии и Ирландии, второй строки во Франции, третьей в Швеции и топ-5 в Австрии, Бельгии (Фландрия и Валлония), Чехии, Дании, Германии, Норвегии и Нидерландах.

## Клип

### Создание и релиз
9 марта 2004 онлайн вышел клип на «Everytime». В нём Спирс преследуемая фотографами, убивает сама себя тем, что принимает наркотики и тонет в ванной. Сцена суицида была ответом Спирс на слухи, что она, предположительно, страдала психическим расстройством. После разглашения концепта, он был раскритикован организациями в Великобритании и США. Глава благотворительной организации защиты детей Kidscape, Мишель Эллиотт сказала: «Это абсолютно возмутительно, совершенно несерьёзно, всецело глупо. Если даже хоть один ребёнок последует её примеру, она целиком будет ответственна за это. О чём она думала?». Она также прокомментировала, что релиз клипа мог бы увеличить риск возрастания суицида, как и в случае со смертью актрисы Мэрилин Монро в августе 1962. На передаче «You Tell Us» с MTV News также поступило много писем от недовольных зрителей, которые раскритиковали Спирс за гламуризацию суицида. 12 марта 2004 Спирс объявила через Jive Records, что она поменяла сюжет: «из-за выдуманной ситуации суицида есть потенциальная возможность повторения случая». Она также пояснила, что у неё не было намерения преподнести тему суицида в каком-то хорошем ключе".
Видео было снято режиссёром Дэвидом Лашапелем 13 и 14 марта 2004 г. в Лос-Анджелесе. Освещение было подобрано так, чтобы было насыщенно, но при этом максимально естественно и больше походило на фильм 1995 года Покидая Лас-Вегас. Премьера состоялась на TRL 12 апреля 2004. На шоу Спирс отметила, что он о реинкарнации. Также добавила: «Он больше похож на фильм. Он отличается от всего того, что я раньше делала. Он тёмный и показывает меня в другом свете. Конечно, я вернусь к прежнему и буду делать танцевальные клипы, но я хотела бросить вызов». В альтернативной версии видео, где Спирс поёт во время сцен с белым коридором был выпущен в 2004 на DVD Greatest Hits: My Prerogative.

### Синопсис
Видео начинается с аэросъёмки Palms Casino Resort в Лас-Вегасе и съёмки баннера с надписью «Britney Spears Live From Miami The Onyx Hotel Tour Las Vegas», на котором изображена Спирс, держащая кожаную ленту со ссылкой на её специальный концерт от Showtime в Майами. Христианская писательница Ева Мария Эверсон нашла сходство с фотографией «Мадонны, которая подражала Мэрилин Монро». Спирс и её парень (его сыграл Стивен Дорфф) прибывают в отель на лимузине. Они сидят отдельно друг от друга и смотрят в разные окна. В этих сценах на Спирс надета кепка Birmingham Barons. Парень общается по телефону, и когда она пытается прикоснуться к нему, он отталкивает её. Вход переполнен фанатами и папарацци, делающими снимки. Когда они выходят из машины, фанаты и папарацци ведут себя агрессивно и затевают драку в толпе. В то время, как её телохранители пытаются защитить её, её парень бросает журналы в папарацци. Стефани Захарек из The New York Times нашла сходство в поведении папарацци с евреями в фильме 2004 года Страсти Христовы. Во время этих сцен её ударяют по голове камерой, и у неё начинает кровоточить голова, но она продолжает идти.
В комнате отеля Спирс с парнем начинают кричать друг на друга. Когда он пытается исправить ситуацию и приближается к ней, она отталкивает его попытки и уходит. Её парень начинает злиться и разбивает вазу об стену, в то время как Спирс движется в ванную, при этом бросая бокал в зеркало. Она начинает наполнять ванную и снимает одежду. После этого в клипе появляются сцены крупным планом со Спирс, поющей в белой рубашке в ярком белом свете. Когда она лежит в ванной можно увидеть красную нить на запястье: обычай, связанный с кабаллой. Она трогает голову и смотрит на свою руку, понимая, что она кровоточит от раны. Согласно Дженнифер Вайанярд с MTV, кровь на руках — это стигматы. Она теряет сознание в ванной и тонет. Сразу после этого парень находит её и пытается спасти. Тем временем, крупным планом показываются сцены, где Спирс уже в коридоре больницы. Далее в клипе появляются сцены, где её увозит реанимация в окружении фотографов, а также, где она лежит на койке и её пытаются спасти доктора. Призрак Спирс в белой рубашке смотрит сама на себя, лежащей в палате и проходит в другую комнату, где родилась девочка. Потом Спирс убегает прочь от камеры в свет. Клип заканчивается тем, что она поднимается из воды, прикасаясь к голове и улыбаясь, от чего можно сделать предположение, что эта сцена смерти была сном или ужасной фантазией.

### Отзывы
Ева Мария Эверсон написала, что клип показывает реальность «за гранью блеска и гламура». Доминик Фостер прокомментировал: «Даже в этой одиозной форме, клип на 'Everytime' предъявляет моменты экзистенциальной неуверенности, бегство от мыслей о суициде, в котором певица фантазирует о своей смерти». Во время обзора клипа на её сингл 2009 года «If U Seek Amy», Джеймс Монгомери с MTV назвал клип «Everytime» «недооценённым». Rolling Stone в их статье 2009 года «Britney Spears: The Complete Video Guide» назвали его «пугающе пророческим и депрессивным» и добавили, что клип предвещал борьбу Спирс со славой и психической неуравновешенностью между 2007 и 2008 годом.

## Живые выступления

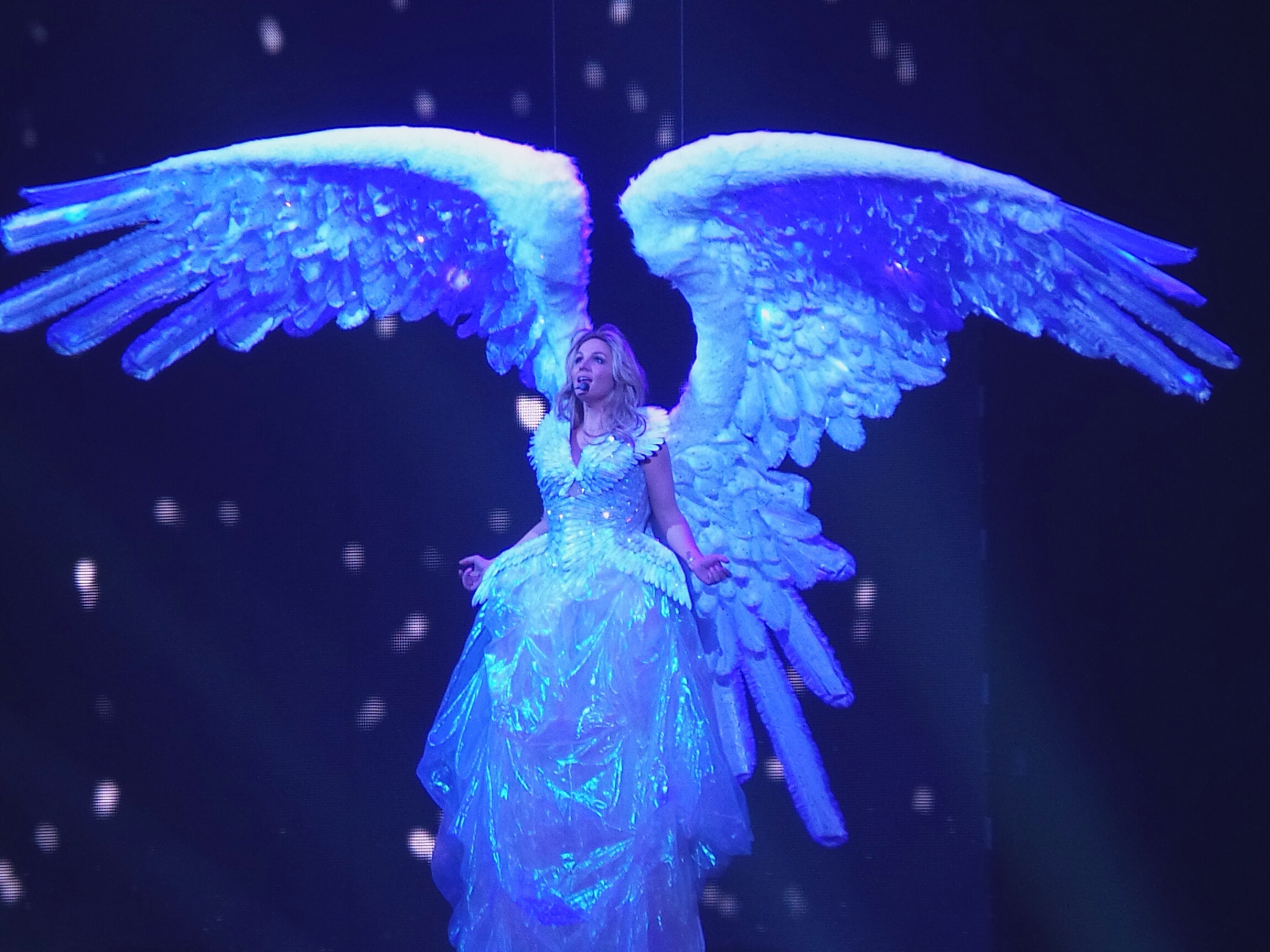
Спирс исполняет «Everytime» во время её шоу в Лас-Вегасе Britney: Piece of Me.

18 октября 2003 Спирс исполнила «Everytime» во время двадцать девятого сезона американского комедийного шоу Saturday Night Live. Она исполнила её также на Britney Spears: In the Zone, концерте, который специально вышел на ABC 17 ноября 2003. Спирс исполнила «Everytime» в 2004 году во время The Onyx Hotel Tour. До того, как начался тур, Спирс сказала, что это была одна из тех песен, которых нужно было исполнить в первую очередь, объяснив: «Я действительно думаю, я разговариваю с каждым, когда исполняю 'Everytime'». Это была первая песня третьего акта под названием «Таинственный сад». Она начинается с видео вступления, в котором Спирс гуляет по саду в радужном платье и садится за пианино, украшенное цветами. Когда видео заканчивается, оказывается, что она сидит на сцене в тех же декорациях. Она начала выступление с разговора с публикой о её личной жизни в СМИ. Она сыграла на пианино и во время второго куплета поднялась и прошлась до середины сцены. Нил Штраусс из The New York Times прокомментировал: «Это была единственная песня, которую она исполнила без фонограммы». Келефа Саннех из Blender назвал это лучшим выступлением на шоу.
«Everytime» был также исполнен Спирс на британском музыкальном чарт шоу Top of the Pops 5 августа 2004. Спирс также исполнила песню во время тура 2009 г. The Circus Starring Britney Spears. «Everytime» была также единственной песней, не вошедшей в сет-лист и была добавлена сюрпризом. Это была шестая и последняя песня во втором акте под названием «House of Fun (Anything Goes)». После вдохновления выступления «Me Against the Music» в стиле Болливуд с In the Zone, Спирс села на гигантский зонтик в середине сцены и немного поговорила с публикой. Пока она исполняла «Everytime», зонтик поднимался вверх. Спирс включила «Everytime» в сет-лист для концерта в Лас-Вегасе Britney: Piece of Me. После короткого вступления она спустилась с потолка как «огромный ангел с белыми крыльями». После снежного дождя из конфетти, песня перешла в «…Baby One More Time».

## Кавер-версии

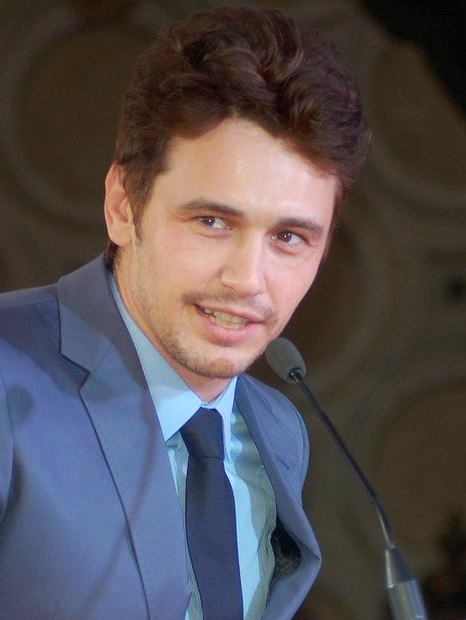
В фильме 2013 года Отвязные каникулы, в роли Эйлиена (Джеймс Франко) поёт «Everytime» на белом фортепиано.

«Everytime» была перпета Гленом Хансардом из ирландской группы The Frames. Она была записана во время лайв шоу Today FM и выпущена на сборнике 2004 года Even Better than the Real Thing Vol. 2. Она также была спета на мандаринском тайваньской девичьей группой S.H.E и выпущена в их студийном альбоме Encore (2004). Их версия была переименована в «Bié Shuō Duìbùqǐ» (別說對不起 «Не говори прости»). Американская поп-рок певица Салли Майер также спела «Everytime» и выпустила в студийном альбоме Bed of Roses (2008). «Everytime» была использована в 2009 г. в ирландской постановке пьесы 1896 года Чайка. Джеки Иванко исполнила песню для дебютного альбома Prelude to a Dream (2009). 19 августа 2010 её версия дебютировала на третьей строке в чарте Billboard's Classical Digital Songs. Британская певица Шер Ллойд исполнила песню вживую на The X Factor в Великобритании в 2010 г. Это привело к тому, что песня снова вошла в топ-50 синглов в Великобритании. 27 июля 2012 Келли Кларксон исполнила песню во время остановки в Лас-Вегасе во время её летнего тура по просьбе публики. В её музыкальном сопровождении присутствовала арфистка. Кларксон поделилась с публикой: «Это песня одна из моих самых любимых. […] Я действительно люблю версию [Спирс] больше, потому что она звучит реально печально, но я всё-таки попытаюсь сделать это». Спирс одобрила версию Кларсксон через аккаунт в Твиттер, назвав её «красивой». «Everytime» была также исполнена в сериале Хор, эпизод «Britney 2.0» персонажем Марли Роуз (сыграла Мелисса Бенойст); за исполнение она заработала рейтинг «Б» от Майкла Слезака на TVLine. В июле 2016 г. песня была исполнена персоной по имени Триша Пэйтас на YouTube.
«Everytime» была также использована в американском фильме 2013 года Отвязные каникулы (режиссёр Хармони Корин). Сцена начинается с того, что персонажи Кэнди (Ванесса Хадженс), Бриттани (Эшли Бенсон) и Котти (Рэйчел Корин) стоят на заднем дворе Элайена (Джеймс Франко), который сидит за огромным фортепиано. На девушках надеты лыжные маски My Little Pony, блестящие тигровые розовые купальники, треники с лейблом «DTF» с ружьями на перевес. Они просят сыграть Элайена что-то нежное: "Сыграй что-нибудь нежное. Что-то вдохновляющее, на что он ответил прежде, чем начал петь: «одна из самых великих певиц в истории, ангела слетевшего с небес на землю». В то время как песня переходит от вокала Элайена в оригинальную версию Спирс, можно увидеть сцены с девушками и Элайеном, грабящими других с ружьями. Хармони Корин сказал о песне:

«Мне нравится её музыка! Я думаю, это идеальная поп-музыка. Что касается „Everytime“ — Мне всегда нравилась эта песня. Она по-настоящему красивая и воздушная, и этот неизгладимый эффект в маске мрачной колыбельной, под которой прячутся такая мощная агрессия и угроза, очень схожа с фильмом, где принято скрывать лицо в обличии неоновой завесы реальности. Под всем этим есть этот подтекст и то самое чувство загадочности. Я почувствовал эту связь».

## Список композиций
| - European CD single 1. «Everytime» (Album Version) — 3:50 2. «Everytime» (Hi-Bias Radio Remix) — 3:29 - Australian, Canadian, European and Japanese CD maxi single 1. «Everytime» (Album Version) — 3:50 2. «Everytime» (Hi-Bias Radio Remix) — 3:29 3. «Everytime» (Above & Beyond’s Radio Mix) — 3:47 4. «Everytime» (The Scumfrog Vocal Mix) — 9:53 - German CD maxi single 1. «Everytime» (Album Version) — 3:50 2. «Everytime» (Hi-Bias Radio Remix) — 3:29 3. «Everytime» (Above & Beyond’s Radio Mix) — 3:47 4. «Don’t Hang Up» — 4:01 | - DVD single 1. «Everytime» — 4:09 2. «Breathe on Me» (Performed on Britney Spears CD:UK Special) — 3:54 - UK 12" vinyl 1. «Everytime» (Hi-Bias Radio Remix) — 3:29 2. «Everytime» (Above & Beyond’s Radio Mix) — 3:47 3. «Everytime» (The Scumfrog Vocal Mix) — 9:53 - US 12" vinyl (The Remixes) 1. «Everytime» (The Scumfrog Vocal Mix) — 9:53 2. «Everytime» (Valentin Remix) — 3:28 3. «Everytime» (Above & Beyond’s Club Mix) — 8:46 4. «Everytime» (Dr. Octavo’s Transculent Mixshow Edit) — 5:18 |

## Чарты
| Чарты (2004)                      | Высшая позиция |
| --------------------------------- | -------------- |
| Australian Singles Chart          | 1              |
| Austrian Singles Chart            | 4              |
| Belgian Singles Chart (Flanders)  | 4              |
| Belgian Singles Chart (Wallonia)  | 5              |
| Canadian Singles Chart            | 2              |
| Czech Airplay Chart               | 6              |
| Danish Singles Chart              | 5              |
| Dutch Top 40                      | 3              |
| Finnish Singles Chart             | 18             |
| French Singles Chart              | 2              |
| German Singles Chart              | 4              |
| Greek Singles Chart               | 15             |
| Hungarian Singles Chart           | 1              |
| Irish Singles Chart               | 1              |
| Norwegian Singles Chart           | 3              |
| Polish Singles Chart              | 5              |
| Portuguese Singles Chart          | 2              |
| Scottish Singles Chart            | 1              |
| Swedish Singles Chart             | 3              |
| Swiss Singles Chart               | 7              |
| UK Singles Chart                  | 1              |
| США (Billboard Hot 100)           | 15             |
| США (Billboard Pop Airplay)       | 4              |
| США (Billboard Dance Club Songs)  | 17             |
| США (Billboard Adult Pop Airplay) | 25             |

| Чарт (2010)      | Наивысшая позиция |
| ---------------- | ----------------- |
| UK Singles Chart | 56                |

| Чарты (2004)                     | Позиция |
| -------------------------------- | ------- |
| Australian Singles Chart         | 72      |
| Austrian Singles Chart           | 12      |
| Belgian Singles Chart (Flanders) | 24      |
| Belgian Singles Chart (Wallonia) | 21      |
| Dutch Singles Chart              | 45      |
| French Singles Chart             | 64      |
| German Singles Chart             | 20      |
| Hungarian Singles Chart          | 45      |
| Irish Singles Chart              | 6       |
| Romanian Singles Chart           | 42      |
| Swedish Singles Chart            | 8       |
| Swiss Singles Chart              | 18      |
| UK Singles Chart                 | 18      |
| US Billboard Hot 100             | 83      |

| Чарт                       | Позиция |
| -------------------------- | ------- |
| Norway (VG-lista)          | 734     |
| Sweden (Sverigetopplistan) | 311     |

## Сертификация
| Регион | Сертификация | Продажи   |
| --- | ------------ | --------- |
| Австралия (ARIA) | Золотой      | 35 000^   |
| Бельгия (BEA) | Золотой      | 25 000*   |
| Франция (SNEP) | Золотой      | 200 000*  |
| Германия (BVMI) | Золотой      | 150 000^  |
| Норвегия (IFPI Norway) | Платиновый   | 10 000*   |
| Швеция (GLF) | Золотой      | 10 000^   |
| Великобритания (BPI) | Золотой      | 400 000   |
| Великобритания (BPI) · other release | Платиновый   | 600 000   |
| США (RIAA) | Платиновый   | 1 000 000 |
| * Данные о продажах приведены только на основе сертификации. · ^ Данные о тиражах приведены только на основе сертификации. · Данные о продажах + прослушиваниях приведены только на основе сертификации. |              |           |

## История релиза
| Страна         | Дата         | Формат                 | Лейбл    | Прим.           |
| -------------- | ------------ | ---------------------- | -------- | --------------- |
| Германия       | 10 мая 2004  | CD                     | Sony BMG | [ 101 ] [ 102 ] |
| США            | 11 мая 2004  | Contemporary hit radio | Jive     | [ 103 ]         |
| США            | 25 мая 2004  | 12"                    | Jive     | [ 104 ]         |
| Япония         | 26 мая 2004  | CD                     | Sony BMG | [ 105 ]         |
| Канада         | 8 июня 2004  | CD                     | Sony BMG | [ 106 ]         |
| Великобритания | 14 июня 2004 | CD                     | RCA      | [ 107 ]         |
| Великобритания | 14 июня 2004 | DVD-сингл              | RCA      | [ 108 ]         |